# Bad Nenndorf
Bad Nenndorf város Németországban, azon belül Alsó-Szászország tartományban. A Samtgemeinde Nenndorf székhelye.
Lakosainak száma 11 629 fő (2023. december 31.). Bad Nenndorf Barsinghausen, Lauenau, Rodenberg, Beckedorf, Lindhorst, Auhagen, Wunstorf, Hohnhorst és Suthfeld községekkel határos.

## Városrészei
- Bad Nenndorf
- Waltringhausen, Bückethaler Landwehrrel
- Horsten, Horster Mühlevel
- Riepen

## Népesség
A település népességének változása:
| Lakosok száma | 10 649 | 10 840 | 10 968 | 11 144 | 11 189 | 11 289 | 11 629 |
|               | 2015   | 2016   | 2017   | 2019   | 2021   | 2022   | 2023   |